# Дмитрий Медведев
Дмитрий Анатолиевич Медведев е руски политик, президент (7 май 2008 – 7 май 2012) и министър-председател (8 май 2012 – 16 януари 2020) на Русия. Лидер на партията „Единна Русия“.
Завършва Юридическия факултет на Ленинградския държавен университет през 1987 г. и аспирантура през 1990 г., кандидат на юридическите науки, доцент. През 1990 – 1999 г. е преподавател в същия университет.
През 1990 – 1995 г. е съветник на председателя на Ленинградския градски съвет и експерт към комитета по външни отношения на кметството на Санкт Петербург. По това време кмет на града е Анатолий Собчак. През 1999 г. Медведев става заместник-ръководител на администрацията на правителството на Руската федерация. След 1999 г. е заместник-ръководител, след 2000 г. – първи заместник-ръководител, а от октомври 2003 г. – ръководител на президентската администрация на Владимир Путин. От ноември 2005 г. е първи заместник-председател на правителството на Русия.
През 2007 г. партиите „Единна Русия“, „Справедлива Русия“, „Аграрна партия на Русия“ и „Гражданска сила“ издигат кандидатурата му за президентските избори през 2008 г., след което Владимир Путин също обявява подкрепата си за него. На изборите, състояли се на 2 март 2008 г., Медведев е избран за третия президент на страната със 70,28% от подадените гласове.
През 2000 – 2001 г. и 2002 – 2008 г. е председател на Съвета на директорите на ОАО „Газпром“, през 2001 – 2002 г. е заместник-председател.
Дмитрий Медведев е женен за Светлана Владимировна (моминска фамилия Ленник), имат син Иля.

## Церемония по встъпване в длъжност
След заключителната реч на Владимир Путин на 7 май 2008 г. при предаването на президентския пост, Дмитрий Медведев произнася реч, в която заявява, че негова цел ще е руснаците да достигнат най-високо равнище на живот и да се увеличи средната класа. На церемонията се заклева над оригинала на Конституцията на Руската федерация, пазен в Президентската библиотека и изнасян само за тази церемония.
След края на церемонията Алексий II – патриарх на цяла Русия – изнася за новия президент специално богослужение с иконата на Владимирската Богородица (от град Владимир) и го поздравява за добрините, които е сторил до този момент.

## Президентска власт

### Встъпване в длъжност
Първият указ на Дмитрий Медведев като президент е за предоставяне до май 2010 г. на жилище на ветераните от Великата отечествена война. Внася и предложение в Държавната дума за назначаване на Путин на поста премиер-министър. За одобряването му се изискват 226 гласа, само президентската партия Единна Русия разполага с 314, но към нея се присъединяват и ЛДПР и Справедлива Русия, за да оформят безпрецедентно мнозинство от гласове само с КПРФ „против“.

### Външна политика
Първото задгранично официално посещение на новия президент е в Република Казахстан на 22 май 2008 г., където той и Нурсултан Назарбаев оценяват високо дружествените отношения между двете страни. След това посещение Дмитрий Анатолиевич отлита за Китайската народна република, където, макар че са подписани съглашения за сътрудничество, включително за изграждане на централа за обогатен уран (в областта на ядрената енергитика), тържествеността във визитата е помрачена от скорошното земетресение. От друга страна на официалния банкет, за който гостите са уточнени от 3 месеца преди събитието, в последния момент са включени трима руски спасители, открили и извадили жива китайска старица на деветия ден от нейното затрупване при земетресението, когато изгледите за оцеляване на затрупани са пренебрежимо малки.

### Икономическа политика
На икономически форум в Санкт-Петербург президентът Дмитрий Медведев изразява загриженост от заплахата от глобализацията за икономическия суверенитет на страните по света. Днешните икономически сътресения, според него, могат да доведат до криза, съпоставима със Световната депресия от началото на 1930-те години и се дължат на надценената роля на САЩ в световната икономическа система -
„колкото и да е голям американският пазар и колкото и да е надеждна американската финансова система, те не са в състояние да заменят глобалните стокови и финансови пазари.“
На 12 октомври 2009 г. в интервю за Первы канал Медведев обявява нова перестройка в икономиката на страната. Модернизацията, иновациите, новите технологии и премахването на огромните бюрократични структури са приоритетите, които според Медведев ще помогнат на Русия да се отърси от енергийната си зависимост и ще превърне Русия в конкурентоспособна световна икономическа сила.

## Личен живот
Женен за Светлана Медведева (през 1993 г.), с която са учили заедно в едно училище. Съпругата му работи в Москва и се занимава с организацията на обществени мероприятия в Санкт Петербург. Има едно дете Иля, родено през 1995 г.
Според информация, изнесена в медиите през декември 2007 г., в детството си Медведев е бил увлечен по хардрок музика, занимавал се е с плуване и йога.
Дмитрий Медведев използва компютърни технологии на Apple. Използва популярния телефон Apple iPhone, като се има предвид, че той официално към момента на купуване не се продава в Русия. Когато се обръща към нацията в своя видеоблог е сниман с лаптоп Apple MacBook Pro на бюрото му.
Известен е като фен на футболния клуб Зенит (Санкт Петербург).
Домашната котка на семейство Медведеви, на шега наричана „първия котарак на страната“, е светлосив котарак от породата сибирска котка на име Доротей. 
 Медведев има и четири кучета – двойка английски сетери (брат и сестра – Даниел и Джоли), златист ретривър Алда и една средноазиатска овчарка. Сетерите на Медведев са заемали първи места на изложби за кучета.